# Rallye des Pharaons 2015
Navigation
Édition précédente Édition suivante
Le Rallye des Pharaons 2015 est le 30e Rallye des Pharaons.

## Vainqueurs d'étapes
| # | Date        | Parcours                             | Moto                    | Auto              | Quad             |
| - | ----------- | ------------------------------------ | ----------------------- | ----------------- | ---------------- |
| 1 | mar. 12 mai | El-Alamein – Dunes Ghorabi – Tibniya | Mohammed Balooshi       | Yazeed Al-Rajhi   | Rafał Sonik      |
| 2 | mer. 13 mai | Tibniya – Sitra                      | Mohammed Balooshi       | Vladimir Vasilyev | Mohamed Abu Issa |
| 3 | jeu. 14 mai | Tibniya – Farafra                    | Diocleziano Toia        | Yazeed Al-Rajhi   | Rafał Sonik      |
| 4 | ven. 15 mai | Tibniya - Tibniya                    | Juan Carlos Salvatierra | Nasser Al-Attiyah | Mohamed Abu Issa |
| 5 | sam. 16 mai | Tibniya – Le Caire                   | Jakub Piątek            | Yazeed Al-Rajhi   | Rafal Sonik      |

## Classements finaux

### Motos
| Pos. | Pilote                  | Constructeur | Temps            | Écart           |
| ---- | ----------------------- | ------------ | ---------------- | --------------- |
| 1    | Jakub Piątek            | KTM          | 17 h 44 min 59 s |                 |
| 2    | Juan Carlos Salvatierra | KTM          | 17 h 48 min 18 s | 03 min 19 s     |
| 3    | Mohammed Balooshi       | KTM          | 19 h 21 min 03 s | 1 h 36 min 04 s |
| 4    | Andrea Gaggiani         | KTM          | 20 h 12 min 24 s | 2 h 27 min 25 s |
| 5    | Anastasiya Nifontova    | Husqvarna    | 20 h 24 min 46 s | 3 h 39 min 47 s |

### Autos
| Pos. | Pilote              | Copilote            | Constructeur | Temps            | Écart           |
| ---- | ------------------- | ------------------- | ------------ | ---------------- | --------------- |
| 1    | Nasser Al-Attiyah   | Matthieu Baumel     | Mini         | 14 h 00 min 02 s |                 |
| 2    | Yazeed Al-Rajhi     | Timo Gottschalk     | Toyota       | 14 h 06 min 35 s | 06 min 33 s     |
| 3    | Vladimimir Vasilyev | Konstantin Zhiltsov | Mini         | 14 h 08 min 20 s | 08 min 18 s     |
| 4    | Marek Dabrowski     | Jacek Czachor       | Toyota       | 14 h 56 min 01 s | 55 min 59 s     |
| 5    | Miroslav Zapletal   | Maciej Marton       | H3 EVO VII   | 15 h 08 min 07 s | 1 h 08 min 05 s |

### Quads
| Pos. | Pilote           | Constructeur | Temps            | Écart       |
| ---- | ---------------- | ------------ | ---------------- | ----------- |
| 1    | Mohamed Abu Issa | Honda        | 20 h 05 min 02 s |             |
| 2    | Rafał Sonik      | Yamaha       | 20 h 12 min 49 s | 07 min 47 s |